# Wander de Haas

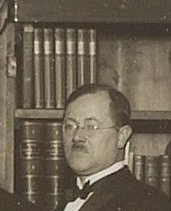
Wander Johannes de Haas (1878-1960) bij het goudenpromotiefeest van zijn schoonvader, professor Hendrik Antoon Lorentz, Haarlem 1925.

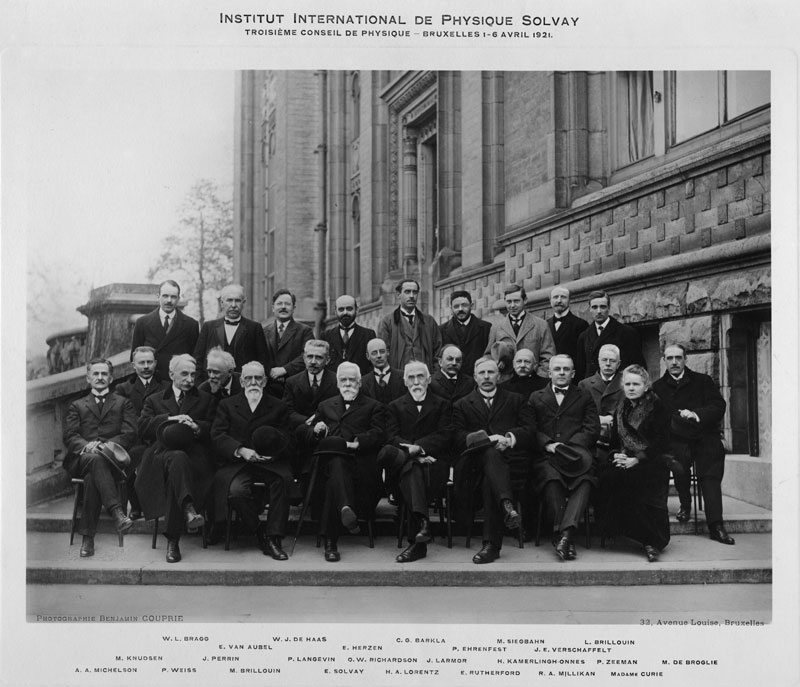
Wander de Haas staat achteraan als derde van links.

Wander Johannes de Haas (Lisse, 2 maart 1878 – Bilthoven, 26 april 1960) was een Nederlands natuurkundige. Hij is bekend door het Shubnikov-de Haas-effect, het de Haas-van Alphen-effect en Einstein-de Haaseffect. Hij deed later vooral onderzoek op het gebied van de lage temperaturen en magnetisme.

## Jonge jaren
Wander de Haas was de zoon van Albertus de Haas, hoofd van de Rijksleerschool, een kweekschool te Middelburg en Maria Efting. Wander volgde de lagere school en HBS in Middelburg. Hij studeerde eerst notariaat, maar na enkele jaren schakelde hij over naar natuurkunde aan de Universiteit Leiden. Van 1905 tot 1911 was hij als assistent verbonden aan het natuurkundig laboratorium bij Heike Kamerlingh Onnes en Johannes Petrus Kuenen.
Hij trouwde in 1910 met Geertruida Lorentz, natuurkundige en oudste dochter van de beroemde fysicus Hendrik Lorentz. Uit dit huwelijk werden twee zonen en twee dochters geboren.
Hij promoveerde in 1912 bij Heike Kamerlingh Onnes op het proefschrift Metingen over de compressibiliteit van waterstof, in het bijzonder van waterstofdamp bij en beneden het kookpunt. Samen met P. Drapier ontdekte hij een vernuftige methode om de diamagnetische susceptibiliteit van water te bepalen.

## Loopbaan
De Haas ging naar Berlijn waar hij eerst werkte in het Bosscha-laboratorium van Henri du Bois en later van 1913-1915 als gast-onderzoeker bij Albert Einstein op het Physikalisch Technische Reichsanstalt (PTR). Samen ontdekten ze middels een experiment het Einstein-de Haas-effect over het verband tussen rotatie van elektrische stroom en magnetisme – ofwel magnetisme wordt veroorzaakt door kleine microscopische kringstroompjes van elektronen in materie. Voor dit experiment werd in 1917 aan Einstein en De Haas de Baumgärtnerprijs door de Weense Academie van Wetenschappen verleend.
Vanwege de uitbraak van de Eerste Wereldoorlog keerde de Haas terug naar Nederland, waar hij leraar natuurkunde was aan de HBS en gymnasium te Deventer. Daarna was hij kort conservator van de Teyler's Stichting, zusterorganisatie van Teylers Museum te Haarlem, waar zijn schoonvader H.A. Lorentz curator was.
In 1917 werd hij benoemd tot hoogleraar in de theoretische en toegepaste natuurkunde aan de Technische Hogeschool in Delft. In 1922 verhuisde hij naar Groningen. Van september 1922 tot maart 1924 was hij hoogleraar algemene natuurkunde aan de Rijksuniversiteit Groningen, waar hij zijn hoogleraarschap aanvaardde met een oratie over de ontwikkeling van de atoomtheorie. In 1924 werd hij benoemd tot hoogleraar natuurkunde en de meteorologie aan de Leidse universiteit.
Als opvolgers van Kamerlingh Onnes en Kuenen hebben De Haas en de in 1923 benoemde Willem Keesom tot na de Tweede Wereldoorlog het Kamerlingh Onnes Laboratorium geleid. De Haas was een productieve experimentator op het gebied van de lage temperaturen. In 1935 bereikte hij de recordtemperatuur van 0,005 K. Ook voerde hij studies uit naar het 'anomale diamagnetisme', dat optreedt in bepaalde zeer zuivere metalen (onder ander bismut en antimoon). Dit onderzoek resulteerde in de ontdekking van het De Haas-Van Alphen-effect en het Schubnikow-De Haas-effect.

## Uranium
In 1939 zag de Haas het belang van uranium in en op zijn advies kocht de Nederlandse regering vele vaten uraniumoxide aan, die in het geheim opgeslagen werden in de kelder van het hoofdgebouw van de TH Delft. In de Tweede Wereldoorlog werden ze niet ontdekt door de Duitsers. Na de oorlog vormde deze de grondstof voor de samenwerking met Noorwegen op het gebied van kernenergie.
Tijdens de Tweede Wereldoorlog maakte de Haas deel uit van de onderneming Cellastic, die samenwerkte met de Duitsers. Zo had hij bewegingsvrijheid en kon hij ontsnappen naar Engeland. Na de oorlog werd hij gezuiverd en werd hij weer hoogleraar tot zijn pensionering in 1948.

## Lidmaatschappen
Op grond van zijn wetenschappelijke werk werd hij in 1922 gekozen tot lid van de afdeling natuurkunde van de Koninklijke Nederlandse Akademie van Wetenschappen, KNAW, en in 1923 tot lid van de Hollandsche Maatschappij der Wetenschappen. In 1921 en 1930 was hij aanwezig bij de Solveyconferentie en in 1932 was hij gasthoogleraar aan de Vrije Universiteit Brussel. In 1934 werd aan door de Royal Society Londen aan hem de Rumford Medal uitgereikt.